# Курцер, Бронислава Марковна
Бронислава Марковна Курцер (28 декабря 1912, Лоев, Речицкий уезд, Минская губерния — 1997, Гомель) — советский патофизиолог, доктор медицинских наук (1970), профессор (1971).

## Биография
В 1927—1929 годах работала медсестрой в Москве. В 1936 году окончила Первый московский медицинский институт и в 1939 году аспирантуру там же. В 1939—1941 годах — научный сотрудник, затем заведующая экспериментальной лабораторией Института физических методов лечения. В 1941—1944 годах — старший научный сотрудник и лечащий врач клинико-госпиталя в Боровом (Казахская ССР) и Кисловодске. В 1944—1945 годах — доцент кафедры патологической физиологии Кисловодского медицинского института, на основе которого в 1945 году был организован Кишинёвский медицинский институт. Переехав с институтом в Кишинёв, Б. М. Курцер в 1945 году организовала в нём кафедру патологической физиологии, была назначена её заведующей и доцентом. Заведовала кафедрой в 1945—1948, 1950—1955 и 1961—1963 годах. В 1971—1994 годах — профессор на этой кафедре, затем переехала в Гомель.
Основные научные труды связаны с изучением реакций организма на экстремальные факторы (травма, лучевое воздействие, стресс).

## Монографии
- Печень при экстремальных состояниях. Кишинёв: Штиинца, 1989.

## Под редакцией Б. М. Курцер
- Актуальные вопросы патофизиологии травмы. Кишинёв: Картя молдовеняскэ, 1969.